# Halterofilismo nos Jogos Paralímpicos de Verão de 2012 - Até 60 kg feminino
A disputa da categoria até 60 kg feminino foi realizada no dia 2 de setembro no Complexo ExCel, em Londres.

## Medalhistas
| Ouro   | MEX Amalia Pérez |
| Prata  | CHN Yang Yan     |
| Bronze | EGY Amal Mahmoud |

## Formato de competição
Cada atleta tem 3 tentativas para efetuar um movimento válido. Uma quarta tentativa será permitida apenas se a atleta tiver a intenção de quebrar um recorde mundial ou paralímpico, no entanto, essa quarta tentativa não contará para o resultado final. Se houver empate entre duas ou mais atletas, prevalecerá aquela que tiver a menor massa corporal.

## Recordes
| Recorde mundial     | 136 kg | FRA Souhad Ghazouani | Kuala Lumpur, Malásia | 28 de julho de 2010    |
| Recorde paralímpico | 135 kg | CHN Bian Jianxin     | Pequim, China         | 13 de setembro de 2008 |

A halterofilista mexicana Amália Pérez quebrou o recorde paralímpico nesta competição.

## Resultados
| Pos.   | Atleta            | Massa corporal (kg) | Tentativas (kg) | Tentativas (kg) | Tentativas (kg) | Tentativas (kg) | Resultado (kg) |
| Pos.   | Atleta            | Massa corporal (kg) | 1               | 2               | 3               | 4               | Resultado (kg) |
| ------ | ----------------- | ------------------- | --------------- | --------------- | --------------- | --------------- | -------------- |
| Ouro   | MEX Amália Perez  | 57,68               | 127,0           | 132,0           | 135,5           | 136,5           | 135,5          |
| Prata  | CHN Yang Yan      | 59,66               | 119,0           | 119,0           | 125,0           | –               | 125,0          |
| Bronze | EGY Amal Mahmoud  | 58,55               | 118,0           | 123,0           | 124,0           | –               | 118,0          |
| 4      | RUS Kheda Berieva | 59,60               | 101,0           | 106,0           | 106,0           | –               | 106,0          |
| 5      | IRQ Dhikra Saleem | 59,85               | 101,0           | 104,0           | 104,0           | –               | 101,0          |
| 6      | MAR Fatima Bahji  | 57,61               | 88,0            | 90,0            | 95,0            | –               | 90,0           |
| 7      | KOR Choi Hyun-Hee | 58,81               | 80,0            | 85,0            | 85,0            | –               | 85,0           |
| —      | TPE Lin Ya-Hsuan  | 59,51               | 85,0            | 85,0            | 85,0            | –               | —              |

Legenda
| Recorde mundial      | Recorde mundial (World record)               |                       | Recorde africano                      | Recorde africano (African) |                                           | Q | Classificado por posição (Qualified) |
| Recorde paralímpico  | Recorde paralímpico (Paralympic record)      | Recorde da América    | Recorde da América (Americas)         | q                          | Classificado por melhor tempo (Qualified) |   |                                      |
| Melhor marca do ano  | Melhor marca do ano (World leading)          | Recorde asiático      | Recorde asiático (Asian)              | DNS                        | Não largou (Did not start)                |   |                                      |
| Recorde nacional     | Recorde nacional (National record)           | Recorde europeu       | Recorde europeu (European)            | DNF                        | Não terminou (Did not finish)             |   |                                      |
| Recorde pessoal      | Recorde pessoal do atleta (Personal best)    | Recorde da Oceania    | Recorde da Oceania (Oceania)          | DSQ / DQ                   | Desclassificado (Disqualified)            |   |                                      |
| Recorde da temporada | Recorde da temporada do atleta (Season best) | Recorde sul-americano | Recorde sul-americano (South America) | NM                         | Sem marca (No mark)                       |   |                                      |